# (172) Baucis
(172) Baucis es un asteroide que forma parte del cinturón de asteroides y fue descubierto por Alphonse Louis Nicolas Borrelly desde el observatorio de Marsella, Francia, el 5 de febrero de 1877.
Está nombrado por Baucis, un personaje de la mitología griega.

## Características orbitales
Baucis orbita a una distancia media del Sol de 2,38 ua, pudiendo alejarse hasta 2,653 ua. Su inclinación orbital es 10,03° y la excentricidad 0,115. Emplea 1341 días en completar una órbita alrededor del Sol.